# Richard Earlom
Richard Earlom, né le 14 mai 1743 à Londres où il est mort le 9 octobre 1822, est un graveur britannique, spécialiste de la manière noire. Il est considéré, avec James MacArdell, comme l'un des meilleurs spécialistes de cette technique.

## Biographie
Lors de son séjour à Londres, le graveur autrichien Johann Jacobé a été fortement influencé par Earlom et William Pether, grâce auxquels Jacobé s'est spécialisé pour la manière noire, technique de prédilection des deux Anglais.